# Mezquita de Coquimbo
El Centro Mohammed VI para el Diálogo de las Civilizaciones, más conocido como la Mezquita, es un centro cultural situado en el cerro Dominante de la ciudad de Coquimbo, Chile. El minarete de su mezquita es una réplica a escala de la Mezquita Kutubia de Marrakech, Marruecos. Su principal vía de acceso es la Avenida Videla, que conecta con la ruta 5  Panamericana La Serena-Coquimbo.

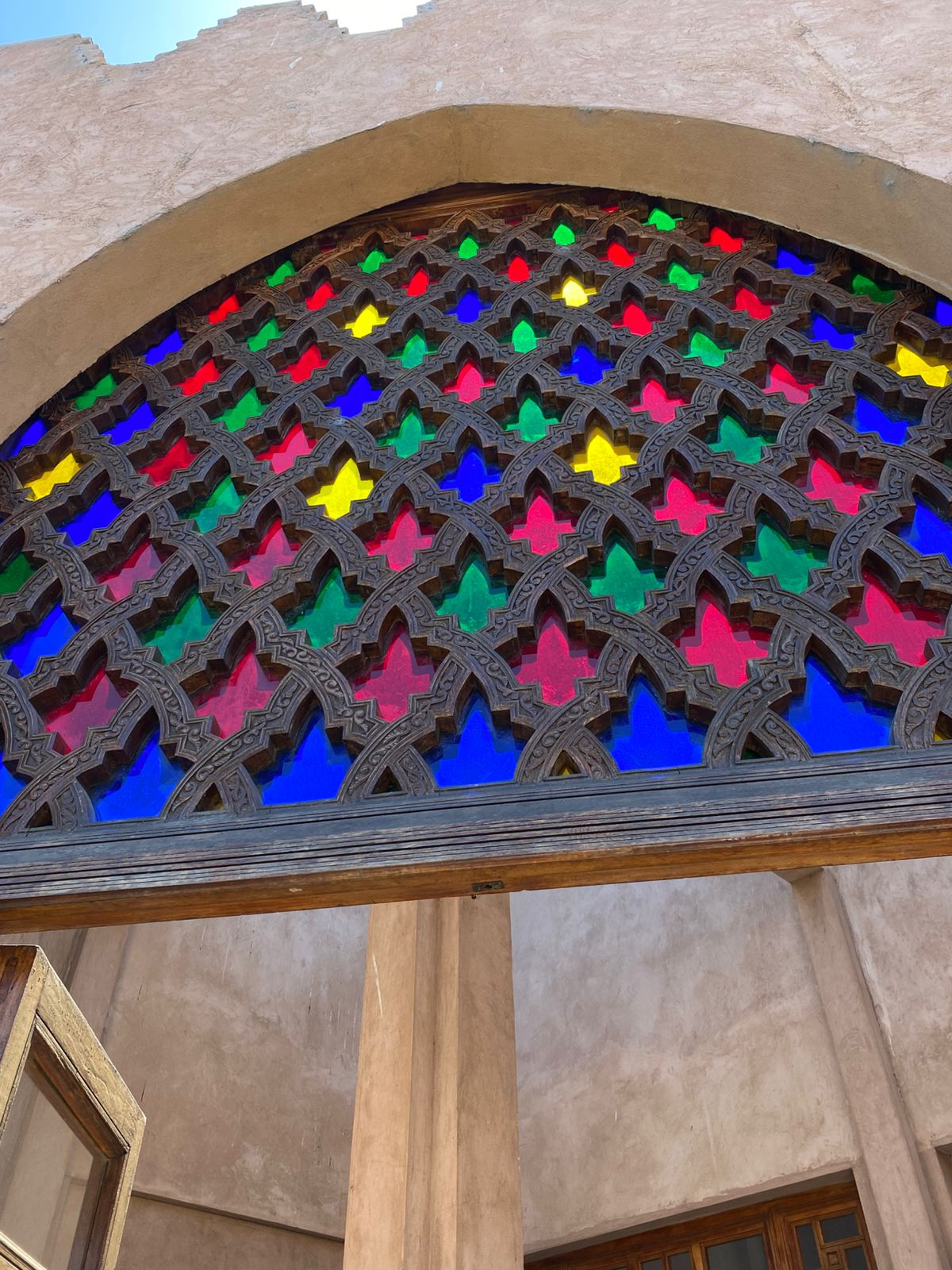
Entrada a la mezquita.

Su construcción se inició en 2004 con la ayuda de artesanos y constructores provenientes del mundo árabe, encabezados por el arquitecto marroquí Faissal Cherradi y por iniciativa del embajador de Marruecos en Chile Abdelhadi Boucetta. La mezquita fue inaugurada el 14 de marzo de 2007 con la presencia del alcalde de Coquimbo, Oscar Pereira, y una delegación de autoridades marroquíes.

## Estructura
La obra, financiada por la municipalidad de Coquimbo y el Reino de Marruecos, posee 722 metros cuadrados y un alminar o minarete de 40 metros de altura. Contempla un centro cultural que está abierto a todo el público y que incluye dos salas de oración (la mezquita), una biblioteca especializada con textos en español, árabe y otros idiomas (que es al mismo tiempo sala de conferencias) y un museo.